# Sergio Otoniel Contreras Navia
Sergio Otoniel Contreras Navia (* 27. April 1926 in Valparaíso; † 5. Januar 2019) war ein chilenischer Geistlicher und römisch-katholischer Bischof von Temuco.

## Leben
Sergio Otoniel Contreras Navia empfing am 21. September 1957 die Priesterweihe für das Bistum Valparaíso.
Papst Paul VI. ernannte ihn am 21. November 1966 zum Bischof von San Carlos de Ancud. Der Erzbischof ad personam von Valparaíso, Emilio Tagle Covarrubias, spendete ihm am 27. Dezember desselben Jahres die Bischofsweihe; Mitkonsekratoren waren José Manuel Santos Ascarza OCD, Bischof von Valdivia, und Gabriel Larraín Valdivieso, Weihbischof in Santiago de Chile.
Am 25. Januar 1974 wurde Sergio Contreras zum Weihbischof in Concepción und Titularbischof von Semta ernannt. Am 23. Dezember 1977 wurde er durch Paul VI. zum Bischof von Temuco ernannt und am 15. Januar des nächsten Jahres ins Amt eingeführt. Er war Generalsekretär der chilenischen Bischofskonferenz. Vom 29. April 1995 bis Februar des folgenden Jahres war er zunächst Apostolischer Administrator sede plena und danach bis zum 8. September 1996 Administrator sede vacante des Bistums Valdivia.
Am 21. September 2001 nahm Johannes Paul II. sein altersbedingtes Rücktrittsgesuch an. Von 2003 bis 2006 war er Präsident der Caritas in Chile.
Sergio Contreras Navia lebte seit 2009 in einem Pflegeheim, dort starb er nach längerer Krankheit Anfang 2019.